# Joyce Haworth
Dorothy Joyce Haworth (Accrington, 19 juli 1890 - Amsterdam, 26 augustus 1968) was een Brits-Nederlandse violiste. Geboren in Engeland en daar opgeleid door Adolph Brodsky emigreerde ze naar Nederland en werkte samen met o.a. Ina Santhagens-Waller, Dora de Louw en Evert Cornelis.

## Biografie
Haworth werd geboren in 1890 in Accrington als dochter van John Haworth en Alice Jenkinson. Ze had twee broers: Thomas Reginald en John.
Haworth werd opgeleid door de beroemde violist Adolph Brodsky aan het conservatorium in Manchester, waar ze afstudeerde in 1910.
Omschreven als "jonge getalenteerde violiste" gaf ze haar eerste concert in Nederland op 6 april 1910 met zanger R. van Zijp in de concertzaal van hotel Du Soleil in Nijmegen. Enkele jaren later, op 8 november 1913, gaf ze een concert samen met zangeressen Ina Santhagens-Waller en Dora de Louw onder leiding van Evert Cornelis te Hilversum. Ze bleef in Nederland spelen en gaf haar volgende concert in februari 1914 met Santhagens-Waller en Cornelis in 'De Kroon' in Haarlem. Van september 1913 tot januari 1914 maakte ze als tweede violiste deel uit van het beroemde Concertgebouworkest in Amsterdam .
Naast violiste was Haworth ook schermer, bij Salle Giandominici van Giovanni Giandomenici in Amsterdam. Zangeres Ina Santhagens-Waller, met wie Haworth destijds concerten gaf, was ook schermer bij Salle Giandominici. Haworth schreef zich in voor de Salle Giandomenici internationale schermwedstrijd voor vrouwen in 1914, maar trok zich terug.
In de daaropvolgende jaren bleef ze met Cornelis optreden. In 1916 werd Haworth beschreven als  "bekende violist". Eind 1918 gaf ze ook concerten met Dina Italie. Ze werkte samen met Cornelis tot 1919.
Later in 1919 ging ze per boot naar Nederlands-Indië, samen met Louis Davids, diens partner Margie Morris en danseres Lini Bergsma. Ze ging op tournee met Eugénie Gallois, beginnend in Surabaya in juli 1919. In augustus gingen ze naar Soerabaja. Hun laatste concerten gaven ze in september in Sukabumi en Cianjur, Cianjur Regency. Een concert in Batavia ging niet door wegens "gebrek aan belangstelling".
In Nederlands-Indië trouwde Haworth op 1 juni 1920 op Soerabaja, Oost-Java met Eduard Loman uit Amsterdam (geb. 1886). Na hun terugkeer in Nederland kregen ze een dochter, Laura Dorothea (geboren in 1927), en een zoon Eduard (geboren in 1931).
Het lijkt erop dat ze haar actieve vioolcarrière beëindigde na haar huwelijk. In 1948 speelde ze echter opnieuw, in het toneelstuk 'Vorstin des Volks'.
Ze scheidde in oktober 1950 van Loman. Haworth overleed op 26 augustus 1968 in Amsterdam op 78-jarige leeftijd.

## Ex libris

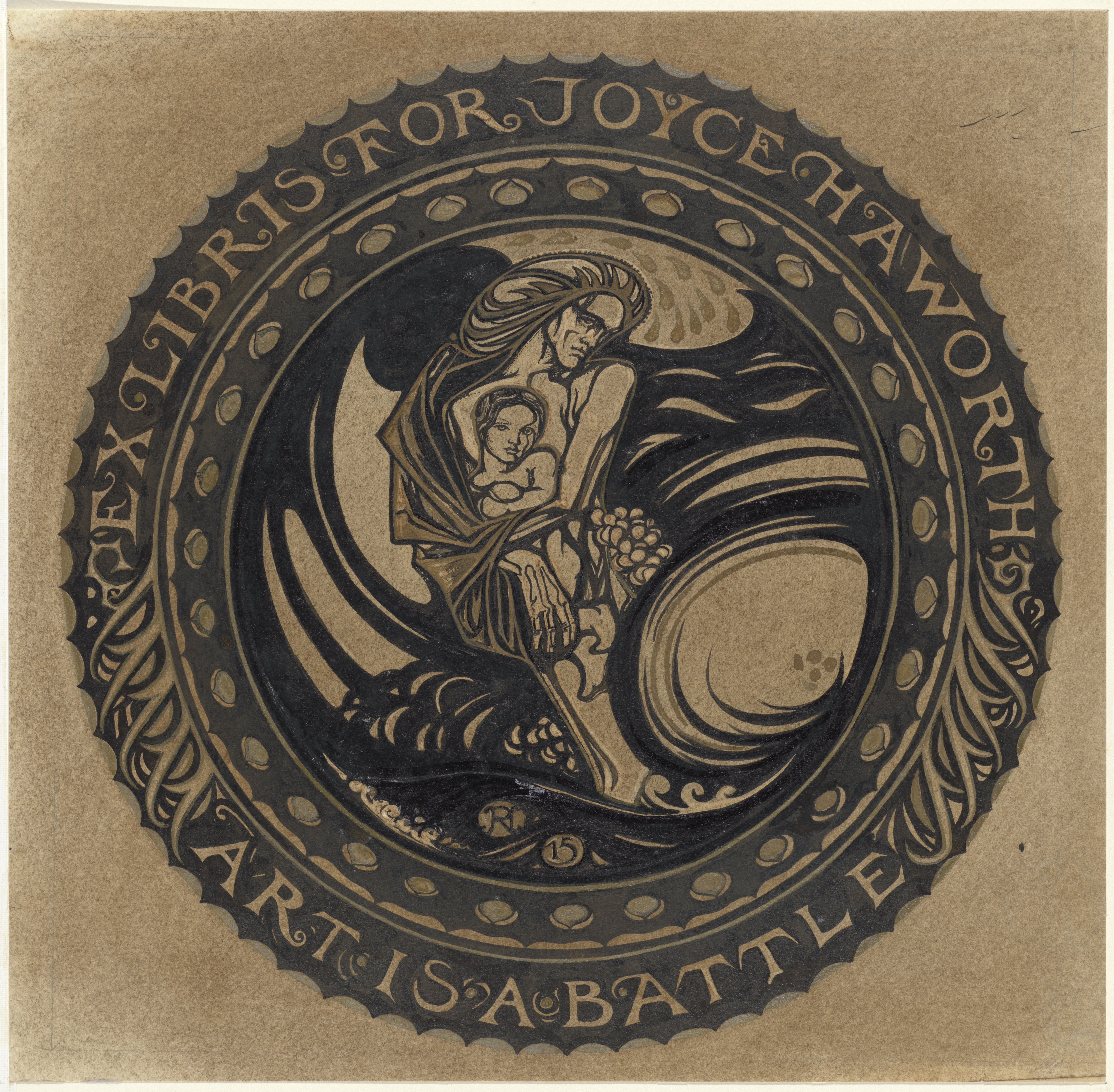
1915 Ex-libris voor Joyce Haworth, "Kunst is een strijd"

Haworth was bevriend met de familie Selleger. Deze familie was eigenaar van papierfabriek 'Gelderland' in Nijmegen. Tijdens haar verblijf in hun zomerverblijf in het Noord-Hollandse Bergen kwam ze in contact met vele kunstenaars, waaronder Richard Roland Holst. Hij maakte voor Haworth twee ronde ex libris. Op het ex libris staat haar motto 'Art is a battle'. Het eerste ex libris stamt uit 1915. Het tweede was een aangepaste na haar huwelijk in 1920. Een derde ex libris, voor hun kinderen Joyce en Eduard, werd gemaakt door een minnares van Holst: Ina Santhagens-Waller. Het ontwerp voor het ex libris uit 1915 is eigendom van het Rijksmuseum. De drie originele clichés (gemonteerd op houten blokken) zijn sinds 2010 in het bezit van Museum Meermanno.